# Johnson & Johnson
La companyia Johnson & Johnson és una empresa estatunidenca fabricant de dispositius mèdics, productes farmacèutics, productes de cura personal, perfums i productes per a nadons fundada en 1886. Des de 2012, és presidida pel novaiorquès Alex Gorsky. La seu de l'empresa està situada a New Brunswick, Nova Jersey,als Estats Units. L'empresa inclou unes 230 empreses filials amb operacions en més de 57 països. Els seus productes es venen en més de 175 països. Les marques de Johnson & Johnson són nombroses en medicaments i subministraments de primers auxilis.

## Història
Edward Mead Johnson, inspirat en un discurs d'antisèpsia de Joseph Lister, es va unir en 1885 als germans James Wood Johnson i Robert Wood Johnson per crear una línia d'embenatges quirúrgics preparats per utilitzar. L'empresa produeix els seus primers productes des de 1886 i es va formar com a corporació en 1887.
Robert Wood Johnson va ser el primer president de la companyia. Va treballar per millorar les pràctiques sanitàries en el segle xix, i va donar el seu nom a un hospital de New Brunswick, Nova Jersey. Quan va morir en 1910, va arribar a la presidència el seu germà James Wood Johnson fins a 1932 i després el seu fill, Robert Wood Johnson II.
El nom Johnson & Johnson prové dels cognoms dels fundadors de l'empresa.
Johnson & Johnson va registrar ingressos de $15 030 milions durant el primer trimestre del 2009; un guany net de $3 510 milions i $1,26 per acció. Els resultats, menors que els de l'any passat, es van haver de l'enfortiment del dòlar (6%) a la qual cosa es va sumar que els ingressos de l'any anterior es van veure augmentats per la sortida al mercat del seu medicament de venda sense recepta contra l'al·lèrgia: Zyrtec.
En gener de 2017, Johnson & Johnson va tancar la compra de l'empresa suïssa Actelion, del sector biotecnològic, per 30.000 milions de dòlars, considerada com la major adquisició d'aquesta dècada del sector farmacèutic.
En 2018 la companyia va ser condemnada a pagar 4.700 milions de dòlars en compensacions per causar càncer d'ovari amb la seva pols de talc, que una investigació de Reuters va concloure que conté asbest i ho va amagar durant dècades.

## Presidents corporatius

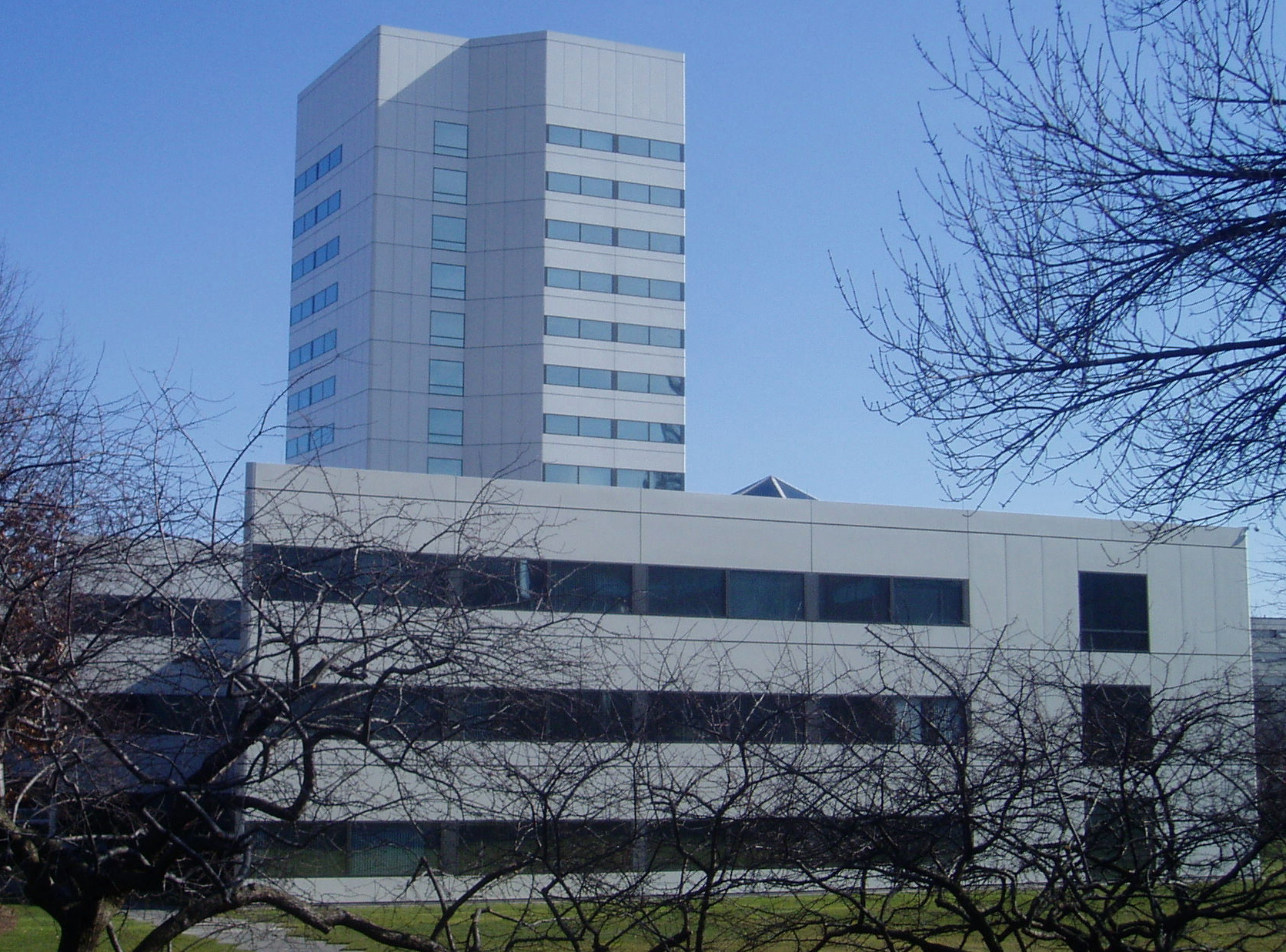
Seu central de Johnson & Johnson, a New Brunswick (Nova Jersey).

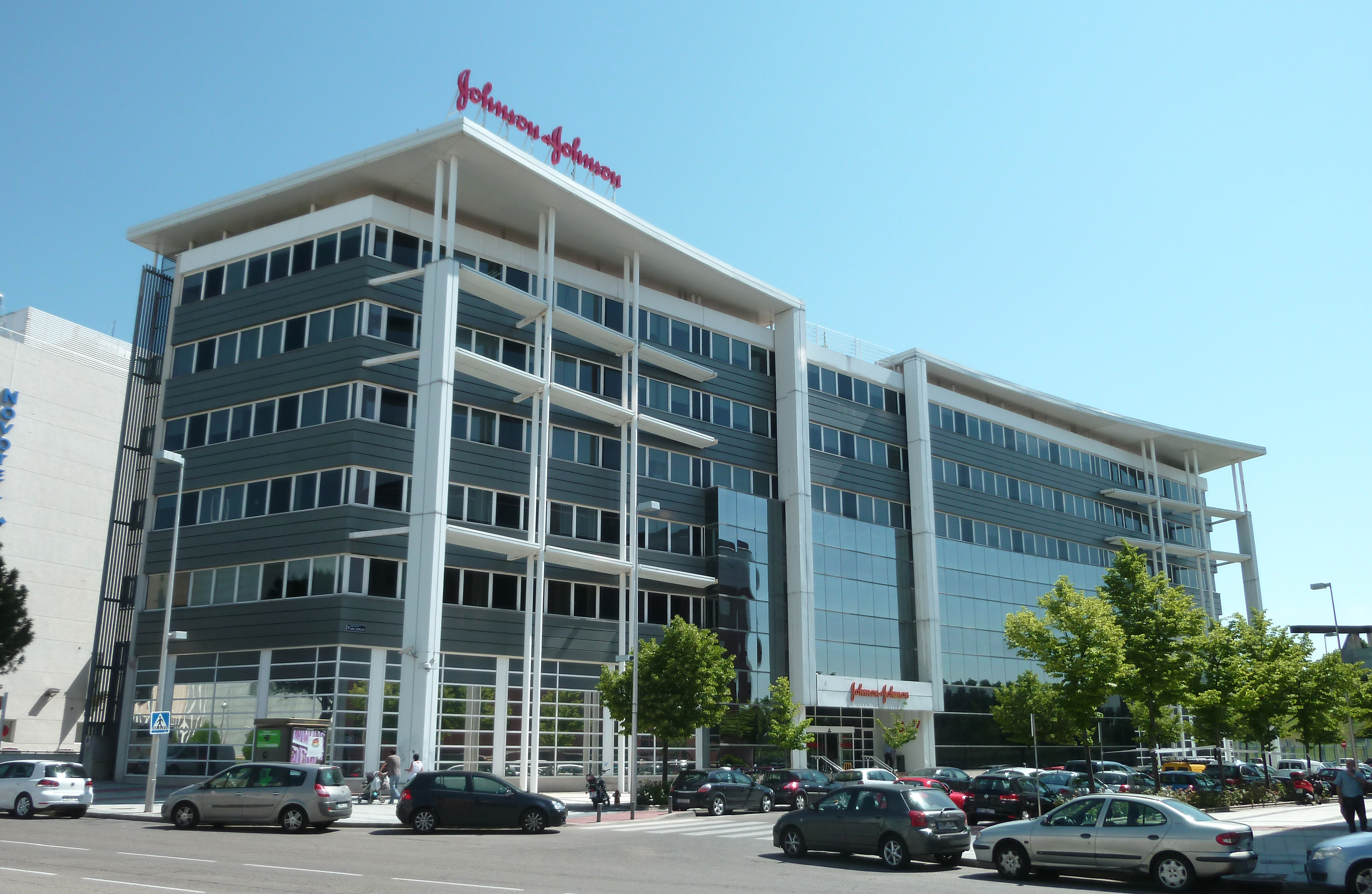
Oficines de Johnson & Johnson a Madrid (Espanya).

- Robert Wood Johnson I 1887-1910
- James Wood Johnson 1910-1932
- Robert Wood Johnson II 1932-1963
- Philip B. Hofmann 1963-1973
- Richard B. Sellars 1973-1976
- James I. Burke 1976-1989
- Ralph S. Larsen 1989-2002
- William C. Weldon 2002-2012
- Alex Gorsky 2012 - actualitat

## Empreses filials
Johnson & Johnson és una companyia altament diversificada amb almenys 230 empreses filials, les quals són referides com "Johnson & Johnson Family of Companies". Algunes d'aquestes empreses filials inclouen:
- ALZA Corporation
- Animas Corporation
- BabyCenter, L.L.C.
- Biosense Webster, Inc.
- Centocor|Centocor, Inc.
- Cilag
- Codman & Shurtleff, Inc.
- Cordis Corporation
- Depuy Synthes, Inc.
- Ethicon Endo-Surgery, Inc.
- Ethicon, Inc.
- Global Pharmaceutical Supply Group (GPSG)
- Gynecare
- HealthMedia
- Independence Technology, LLC
- Information Technology Services
- Janssen Pharmaceutica
- Janssen Pharmaceutica Products, L.P.
- Johnson & Johnson, Group of Consumer Companies, Inc.
- Johnson & Johnson Health Care Systems Inc.
- Johnson & Johnson - Merck Consumer Pharmaceuticals Co.
- Johnson & Johnson Pharmaceutical Research & Development, L.L.C.
- Johnson's baby
- LifeScan|LifeScan, Inc.
- McNeil Consumer Healthcare
- McNeil Nutritionals
- Noramco, Inc.
- OraPharma
- Ortho Biotech Products, L.P.
- Ortho-McNeil Pharmaceutical
- Neutrogena|Ortho-Neutrogena (una fusió de Neutrogena i Ortho Dermatological)
- Personal Products Company
- Penaten
- Pharmaceutical Group Strategic Màrqueting (PGSM)
- Peninsula Pharmaceuticals, Inc.
- Scios Inc.
- Synthes GmbH
- Tasmanian Alkaloids
- Therakos, Inc.
- Tibotec
- Transform Pharmaceuticals, Inc.
- Veridex, LLC
- Vistakon
- Listerine